# Pietà (art)

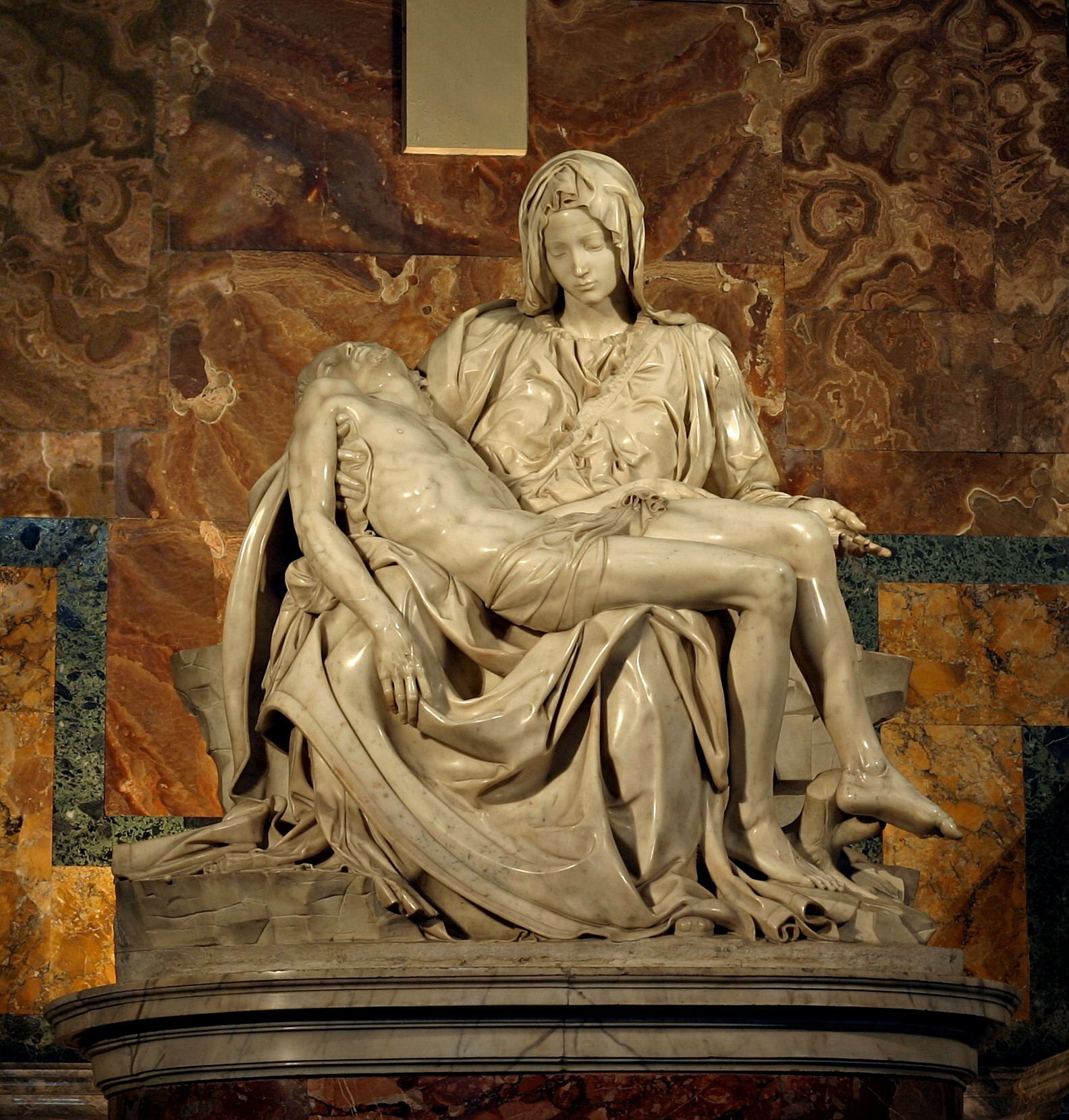
Pietat de Miquel Àngel, 1498/9–1500, marbre.

La pietat o pietà (de l'italià) va ser un tema molt popular dintre de les arts figuratives, especialment durant el gòtic tardà, el Renaixement i el Barroc. Consisteix en la representació de Maria sostenint el cos mort de Jesucrist damunt de la seva falda. Aquest tema iconogràfic va evolucionar donant lloc a la Mare de Déu dels Dolors o la Dolorosa.
L'exemple més famós de pietà és l'escultura de la Pietat de Miquel Àngel que es troba a la Basílica de Sant Pere del Vaticà. El mateix Miquel Angel va iniciar dues pietats més, que va deixar inacabadesː la que es troba a Florència (pietat florentina) i la Pietat Rondanini de Milà.
Altres representacions de la Pietatː
- Pietat a l'Ermita de la Pietat (Ulldecona), realitzada per l'escultor Vicent Barrera Carapuig.
- Pietat de Vilanòva d'Avinhon (Villeneuve lès Avignon) obra d'Enguerrand Charonton (cap a 1455) conservada al Museu del Louvre[1]
- Pietat Desplà, obra de Bartolomé Bermejo (1490) conservada al Museu de la Catedral de Barcelona
- Relleu de la porta de la Pietat, obra de Michael Lochner, a la Catedral de Barcelona (segle XV).
- Pietat, escultura de Juan de Juni (c. 1537)
- La Pietat, d'El Greco (Museu d'Art de Filadèlfia)
- La pietat, pintura de Josep Juncosa, s. XVII (Monestir de Pedralbes)

## Galeria

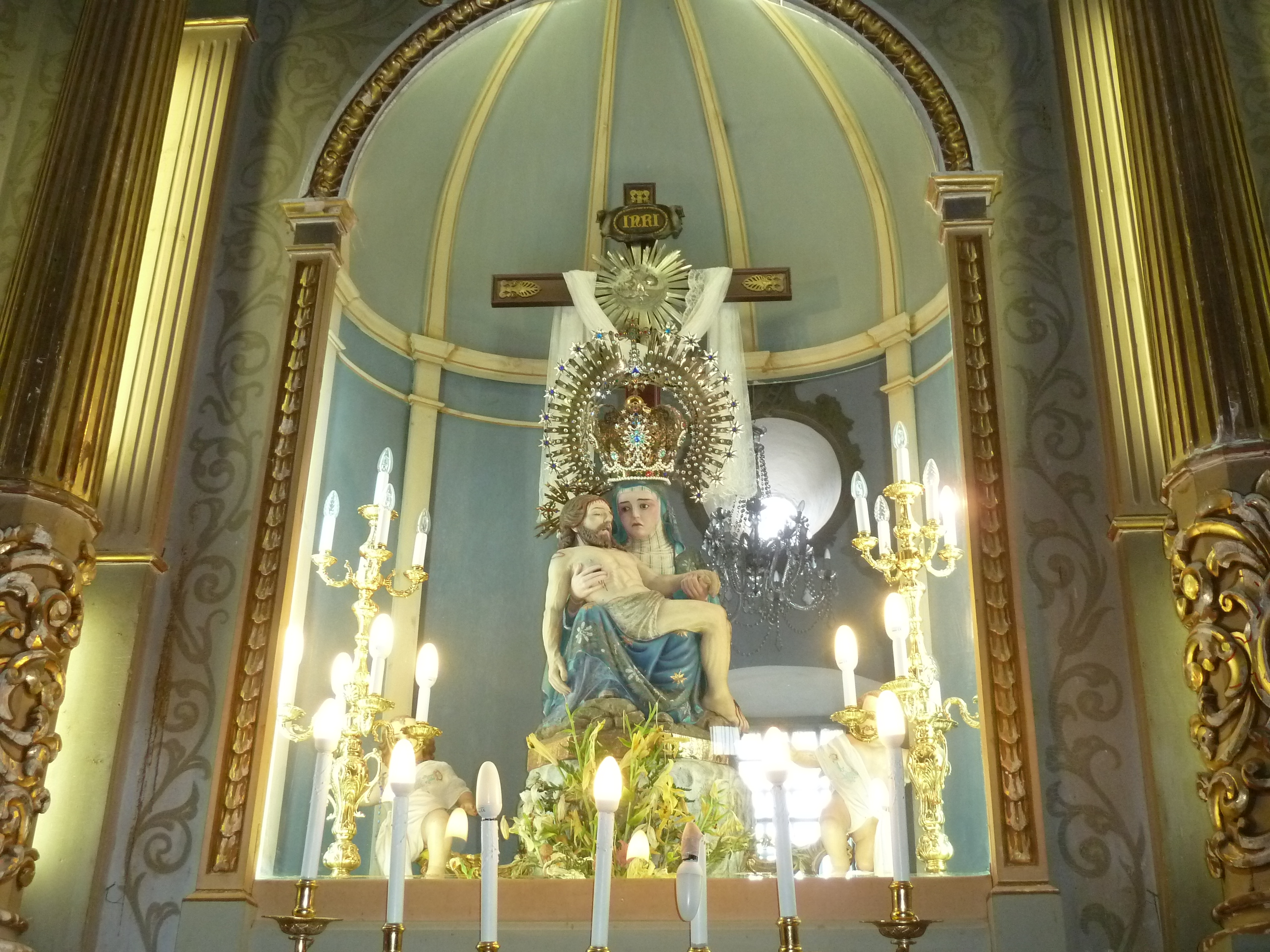
Vicent Barrera Carapuig
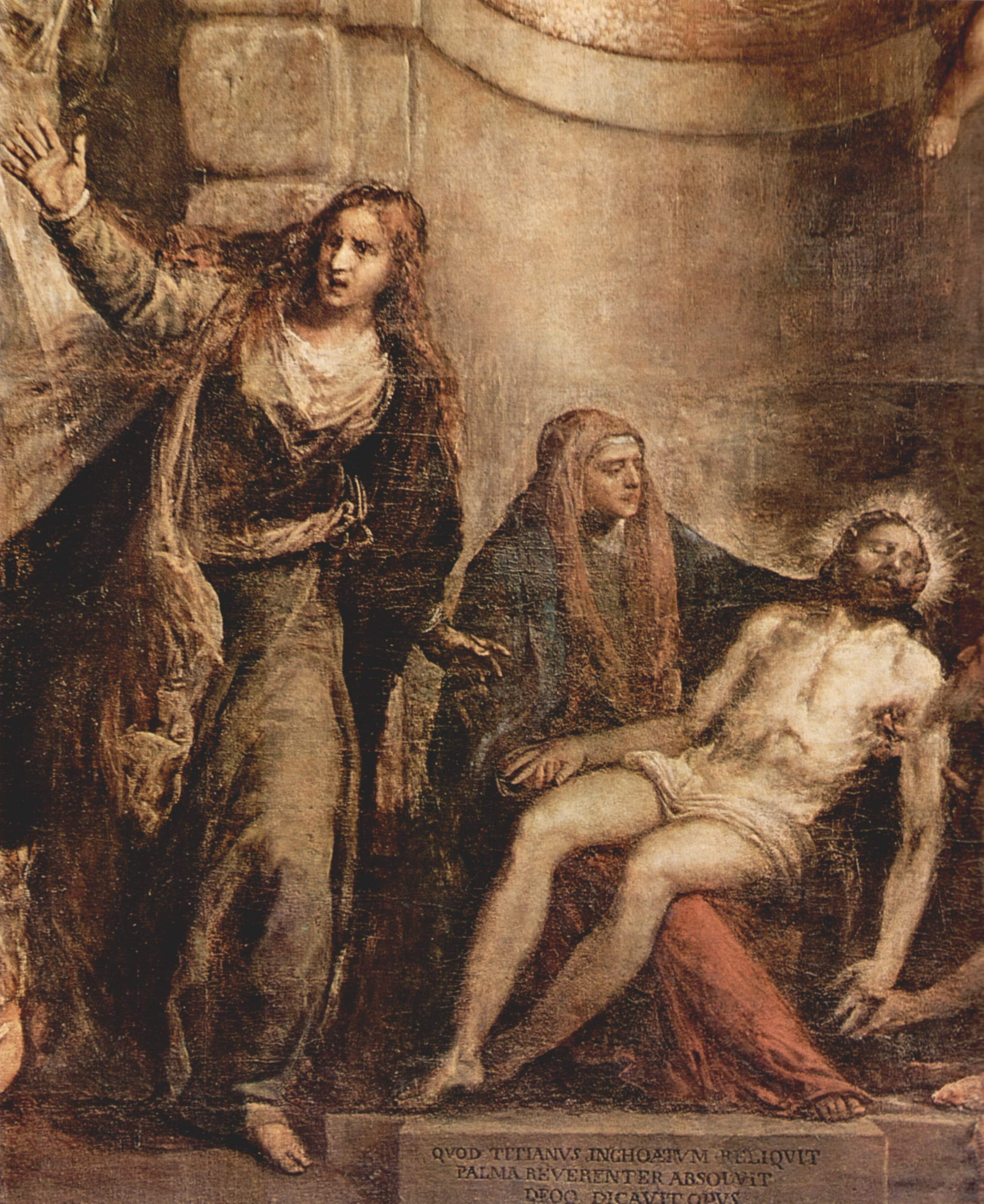
Tiziano
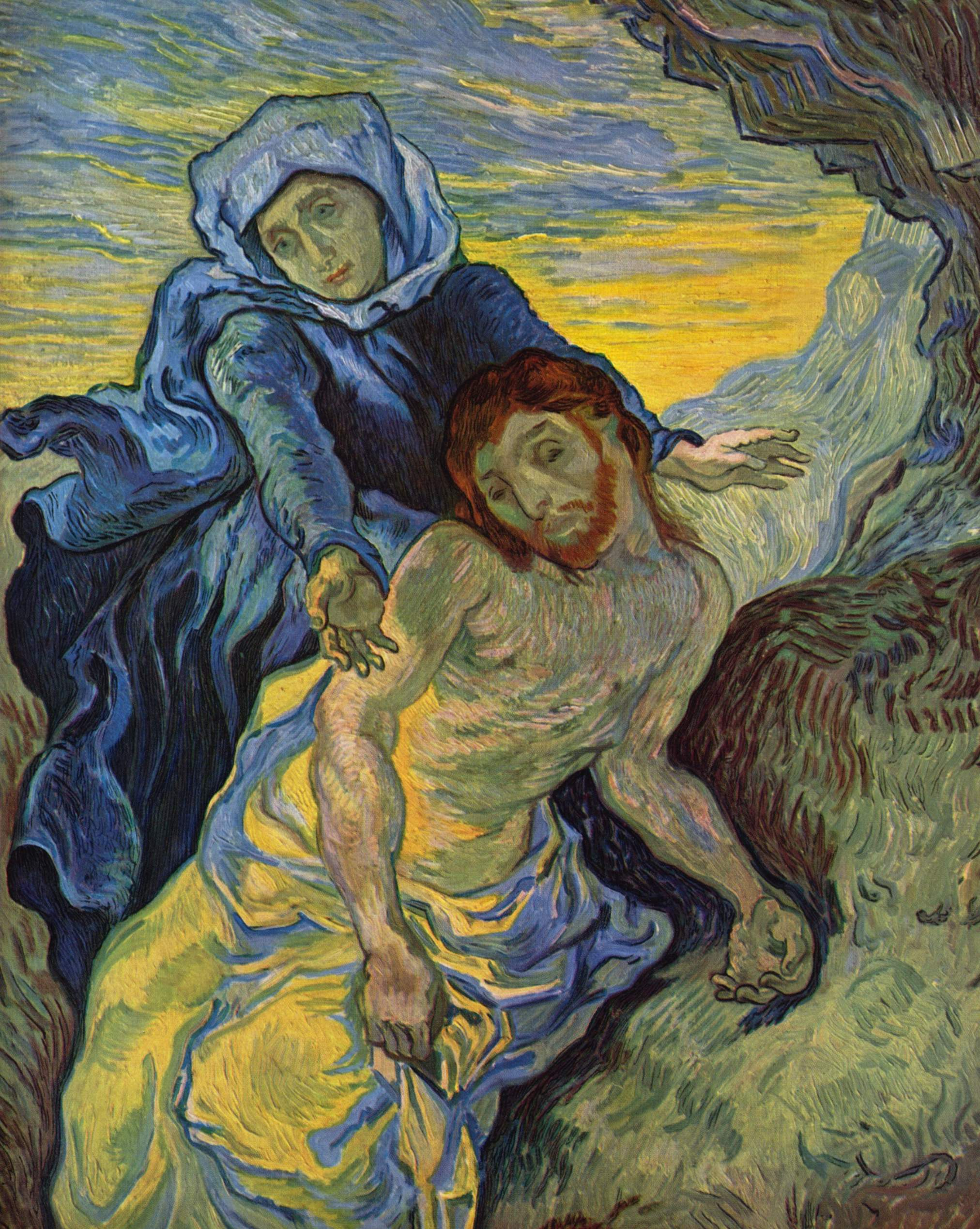
Vincent van Gogh
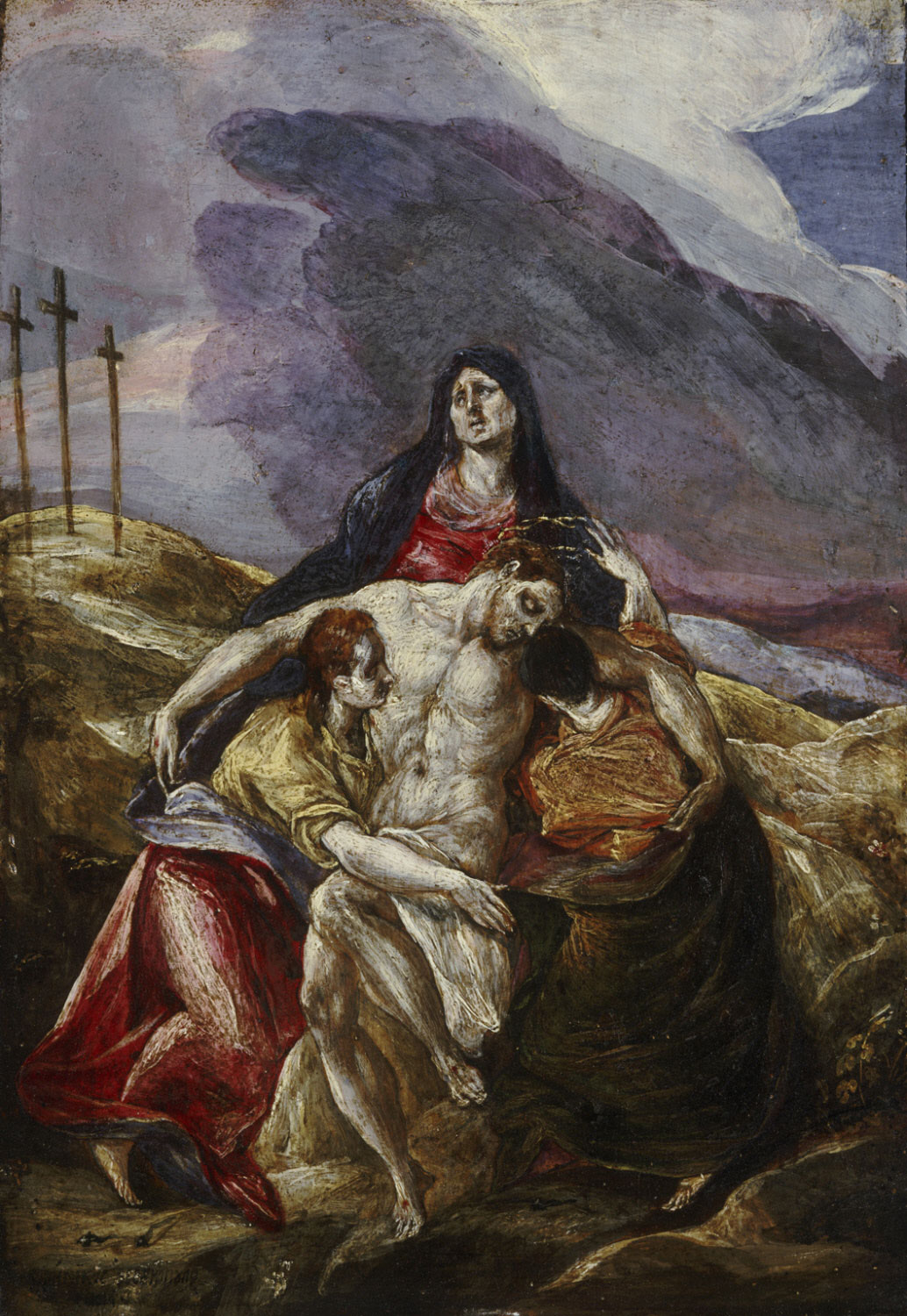
El Greco
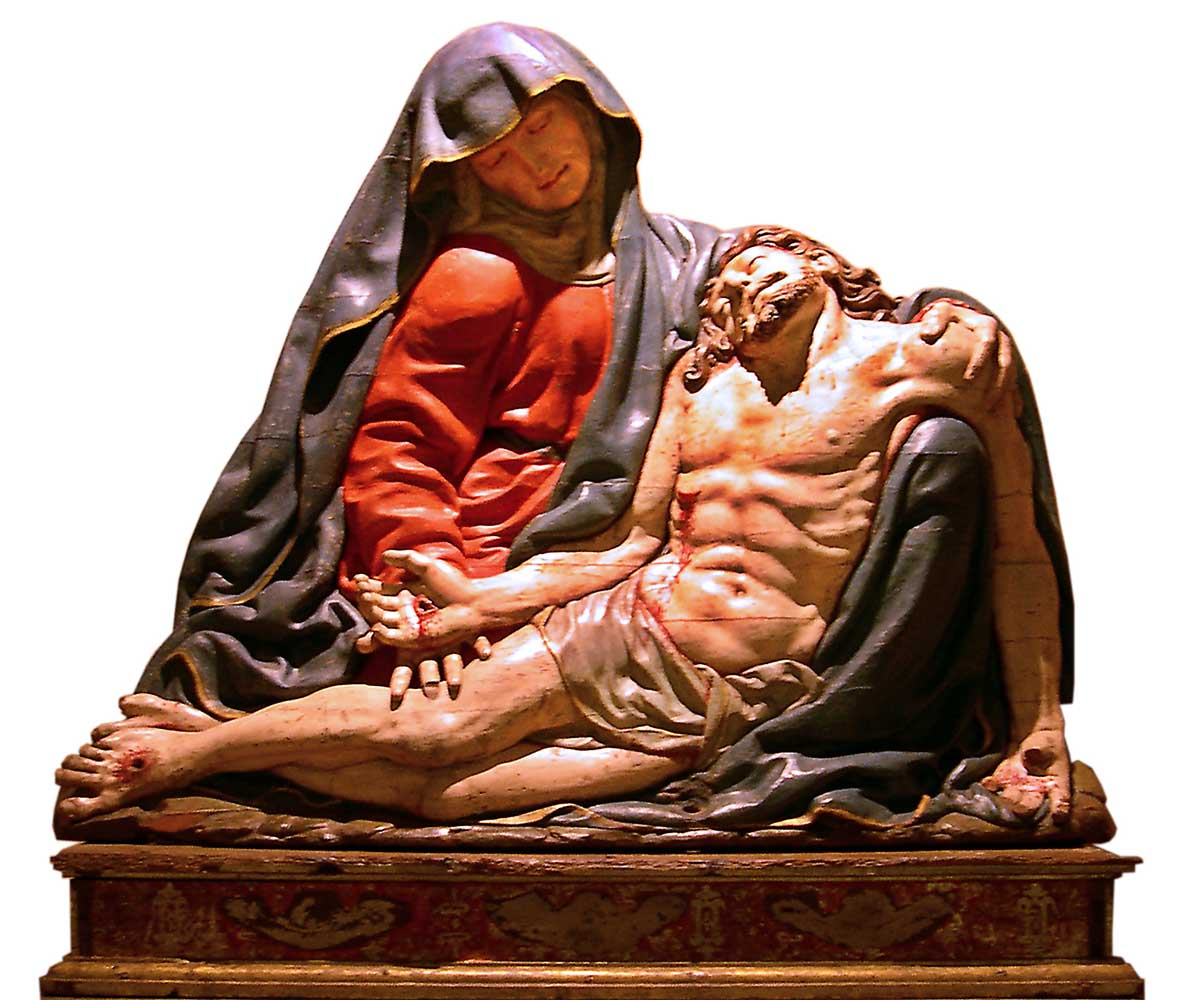
Juan de Juni